# 천연 우라늄
천연 우라늄(natural uranium, NU, Unat)은 자연적으로 존재하는 우라늄을 말한다. 99.3%의 우라늄-238, 0.6%의 우라늄-235, 극미량의 우라늄-234로 이루어져 있다. 방사능의 양으로 보면 우라늄-238이 48.6%, 우라늄-235가 2.2%, 우라늄-234가 49.2%이다.
탄소 감속 원자로나 중수 감속 원자로에서는 천연 우라늄을 핵 연료로 사용한다.
경수로나 핵무기에 쓰이기에는 천연 우라늄은 우라늄-235의 비율이 낮아, 농축 우라늄을 사용한다.
대한민국에는 옥천 누층군 내에 저품질의 우라늄이 존재한다. 옥천 누층군 문서 참조.

## 같이 보기
- 감손 우라늄
- 농축 우라늄
- 옥천 누층군